# 斯科茨代爾 (密蘇里州)
斯科茨代爾（英語：Scotsdale）是位於美國密蘇里州傑佛遜縣的村。

## 人口
根據2020年美國人口普查的數據，斯科茨代爾的面積為1.50平方千米，皆為陸地。當地共有人口194人，而人口密度為每平方千米129人。